# Otra vez (álbum de Pandora)
Pandora otra vez es el título del segundo álbum de estudio grabado y realizado por el grupo musical mexicano Pandora, El álbum fue lanzado al mercado por la empresa discográfica EMI Capitol de México a finales del año 1986 en formato LP y casete a través de un concierto de presentación en el Polyforum Cultural Siqueiros en la Ciudad de México.
Nuevamente se contó con el mismo equipo de trabajo de Miguel Blasco que participó en el disco debut del trío, entre los cuales estuvieron el músico Gian Pietro Felisatti, encargado de la producción, Jesús Gluck en los arreglos musicales y los excelentes compositores Hernaldo Zúñiga, Difelisatti, J.R. Florez, Kiko Campos y Fernando Riba. Este álbum, como su antecesor, ocupa un espacio en la lista de los álbumes más vendidos de la década de los 80's según AMPROFON.

## Antecedentes
Debido a las altas ventas obtenidas por su primer álbum y el reconocimiento tanto del público como de la crítica especializada musical tanto de su país, México, como en América Latina, al inicios del año 1986, el grupo Pandora recibe múltiples premios otorgados por su casa disquera debido a las ventas, como por el público otorgándoles múltiples reconocimientos como grupo revelación y nuevo grupo.
Mientras el grupo se encontraba promocionando los últimos singles de su disco debut en diversos programas televisivos y en radiodifusoras, tanto de su país como de América Latina, a través del mismo equipo de producción su casa discográfica comienza a planear su siguiente álbum de estudio.
El 27 de abril de 1986 fueron invitadas a una emisión especial del programa Siempre en Domingo para celebrar los 80 años de vida de Don Pedro Vargas quién las había apadrinado, estuvieron como invitados Marco Antonio Muñiz, Julio Iglesias, Celia Cruz, Armando Manzanero, Roberto Carlos, Viky Carr, José Luis Rodríguez "el Puma", Guadalupe Pineda, Emmanuel, entre otros.

## Realización
En la primavera de 1986, las tres integrantes del grupo viajan a Madrid, España donde entran nuevamente al estudio de grabación para realizar lo que sería su segundo álbum de estudio.  
Para la realización de este material y la selección de temas, el grupo Pandora continuó con el estilo de baladas románticas con el cual el público ya las identificaba. El equipo ejecutivo con el que el grupo trabajó era el mismo que EMI Capitol les había asignado para su primer álbum, trabajando con el productor ejecutivo Miguel Blasco, que participó en el disco debut del trío y su equipo entre los cuales estuvieron el músico Gian Pietro Felisatti, encargado de la producción, Jesús Gluck en los arreglos musicales y los excelentes compositores Hernaldo Zúñiga, Difelisatti, J.R. Florez, Kiko Campos y Fernando Riba.

## Promoción
El 22 de julio de 1986, el grupo Pandora, presentó a los medios de comunicación como a su público y seguidores más cercanos, los temas de su segundo disco, a través de un concierto en el Foro Cultural Siqueiros al sur de la Ciudad de México.
Como punta de lanza se elige el tema «Solo él y yo» que rápidamente se colocó en los primeros lugares de popularidad en toda Latinoamérica. Le siguió el tema «Como una mariposa»; otros sencillos fueron «Alguien llena mi lugar», «Horas» y «Adorable ladrón».
El grupo realizó una amplia promoción de este álbum en múltiples países de Latinoamérica, viajando a Chile, Colombia, Venezuela, Perú y más al sur.  Se presentaron en programas de televisión y ofrecieron diversos conciertos con el objetivo de darse a conocer más ampliamente en la parte sur del continente.
El 12 de agosto de 1986, el tenor Plácido Domingo invita al grupo a participar en el concierto Placido y sus amigos en beneficio del terremoto de septiembre de 1985 en México, en el cual participaron Figuras de talla internacional como Frank Sinatra, Julie Andrews y John Denver, en el Universal Amphitheater de Los Ángeles, California. El 27 de octubre del mismo año, participan en el XVII Festival Mundial de la Canción popular Yamaha, en Tokio, Japón interpretando el tema «Adorable ladrón». 
A finales del año 1986, la empresa discográfica EMI Capitol de México, lanza al mercado la producción navideña Eterna Navidad, donde el grupo participa junto con artistas de la misma empresa como fueron: Yuri, Mijares, Daniela Romo, Tatiana, Hernaldo, Arianna, Denise de Kalafe y Oscar Athié. Esta producción vendió más de un millón doscientas mil copias.  El tema con el que participó el grupo en esta obra 'Los Peces en el Río' fue uno de los sencillos principales del álbum y fue tanto su éxito que se convirtió en un tema clásico para la época navideña.

## Recepción y premios
Después del buen desempeño de su álbum anterior y la espera de nuevas canciones por parte del público, en tan solo tres días de estar a la venta el álbum rebasó las 100 mil unidades haciéndolas acreedoras a un disco de oro.[cita requerida]
Obtuvieron discos de oro y platino en diferentes países de América y en su país, México, en total vendieron un poco más de un millón doscientas mil copias y ocuparon el lugar 88 de la lista Los 100 más vendidos en la década de los 80's de AMPROFON
A finales de 1986, ganan por segunda ocasión el trofeo Los 15 Grandes de Siempre en Domingo. Nuevamente, aparecen en el Súper Disco del Año '86 con el tema «Solo él y yo».

## Videos
- «Solo el y yo»
- «Como una mariposa»

## Lista de canciones
| Otra vez |                          |                                |          |  |
| N.º      | Título                   | Escritor(es)                   | Duración |  |
| 1.       | «Solo él y yo»           | Hernaldo Zúñiga                | 3:46     |  |
| 2.       | «Horas»                  | Kiko Campos                    | 3:41     |  |
| 3.       | «Como una mariposa»      | G.P. Difelisatti · J.R. Florez | 3:24     |  |
| 4.       | «No me queda nada»       | Hernaldo Zúñiga                | 3:27     |  |
| 5.       | «Adorable ladrón»        | Kiko Campos · Fernando Riba    | 2:53     |  |
| 6.       | «Alguien llena mi lugar» | Hernaldo Zúñiga                | 3:30     |  |
| 7.       | «Ayúdame»                | G.P. Difelisatti · J.R. Florez | 3:04     |  |
| 8.       | «Abusas de mi»           | Hernaldo Zúñiga                | 3:02     |  |
| 9.       | «Adiós amor, adiós»      | J.R. Florez                    | 3:41     |  |
| 10.      | «Solitario traidor»      | G.P. Difelisatti · J.R. Florez | 3:22     |  |

## Créditos y personal
El Álbum es una Producción de EMI Capitol de México realizado en 1986:
- Realizada y dirigida por Gian Prietro Felisatti.
- Productor ejecutivo: Miguel Blasco.
- Arreglos y dirección: Jesús Glück y Gian Prieto Felisatti.
- Arreglos de cuerda: Jesús Glück.
- Guitarra: Juan Cerro.
- Bajo: Eduardo Gracia.
- Batería: Mariano
- Teclados y programación Lynn: Luis Carlos Esteban.
- Ingenieros de sonido: José Antonio Álvarez Alija.
- Ayudante de sonido: Alberto Pinto.
- Estudios: EUROSONIC - MADRID.
- Programación: Luis Carlos Esteban.
- Estilista: Cheska.

© MCMLXXXVI. EMI Music de México, S.A. de C.V.